# Glorieta de Manzanillo

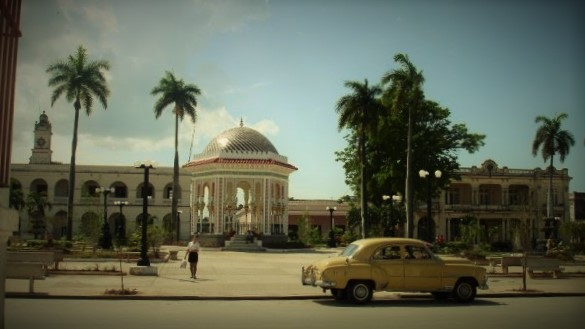
Panorámica de la Glorieta de Manzanillo en el Parque Céspedes del centro histórico de la ciudad.

La Glorieta de Manzanillo en la ciudad del mismo nombre en Cuba es una construcción de estilo ecléctico y arte morisco de gran riqueza arquitectónica, erigida gracias al interés y el aporte material de los pobladores de la ciudad.  

## Antecedentes

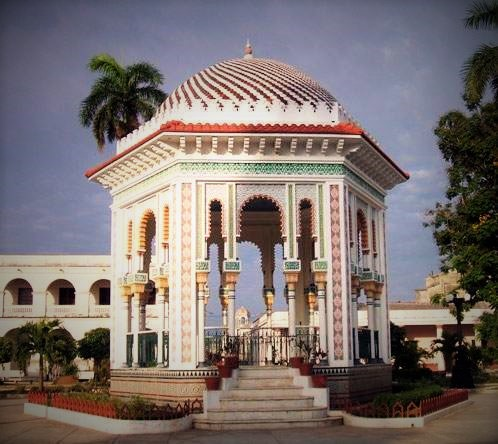
Glorieta morisca en el centro histórico de la Ciudad de Manzanillo

La ciudad de Manzanillo, en Cuba, cuenta con una Glorieta declarada Monumento Local por la Dirección Nacional del Patrimonio en el año 1991, debido a su belleza y a los extraordinarios valores que posee. Erigida en el centro del parque más importante de la localidad, es orgullo de los manzanilleros y motivo de admiración para el visitante. 
El insuficiente conocimiento acerca de la construcción de este kiosco para la música, a causa de la ausencia física de los talentos que lo crearon, así como por la carencia de documentos legales que den respuesta a diversas interrogantes, ha motivado una investigación que realizó y cuyo objetivo es demostrar con elementos probatorios la verdadera historia de la Glorieta de Manzanillo. 
Se revela en el orden hipotético la identificación de José Martín del Castillo como proyectista real de la Glorieta, en su condición de delineante auxiliar del arquitecto Carlos Segrera, tenido como el profesional más importante de todos los que construyeron la Glorieta.

## Proyecto inicial
La idea del proyecto inicial fue generada para homenajear al alcalde Manuel Ramírez León, quien declinó la oferta y sugirió que el dinero fuese empleado en una obra perdurable que embelleciera y diera brillo a la ciudad de Manzanillo. Se puede decir que casi todo el pueblo cooperó. Los maestros de obra, ayudantes y peones dieron su aporte con innumerables horas extras; los materiales fundamentales fueron importados desde España sin que mediara lucro alguno. La Colonia Española de Manzanillo donó el vítreo escamado de la majestuosa cúpula. 

## Surgimiento

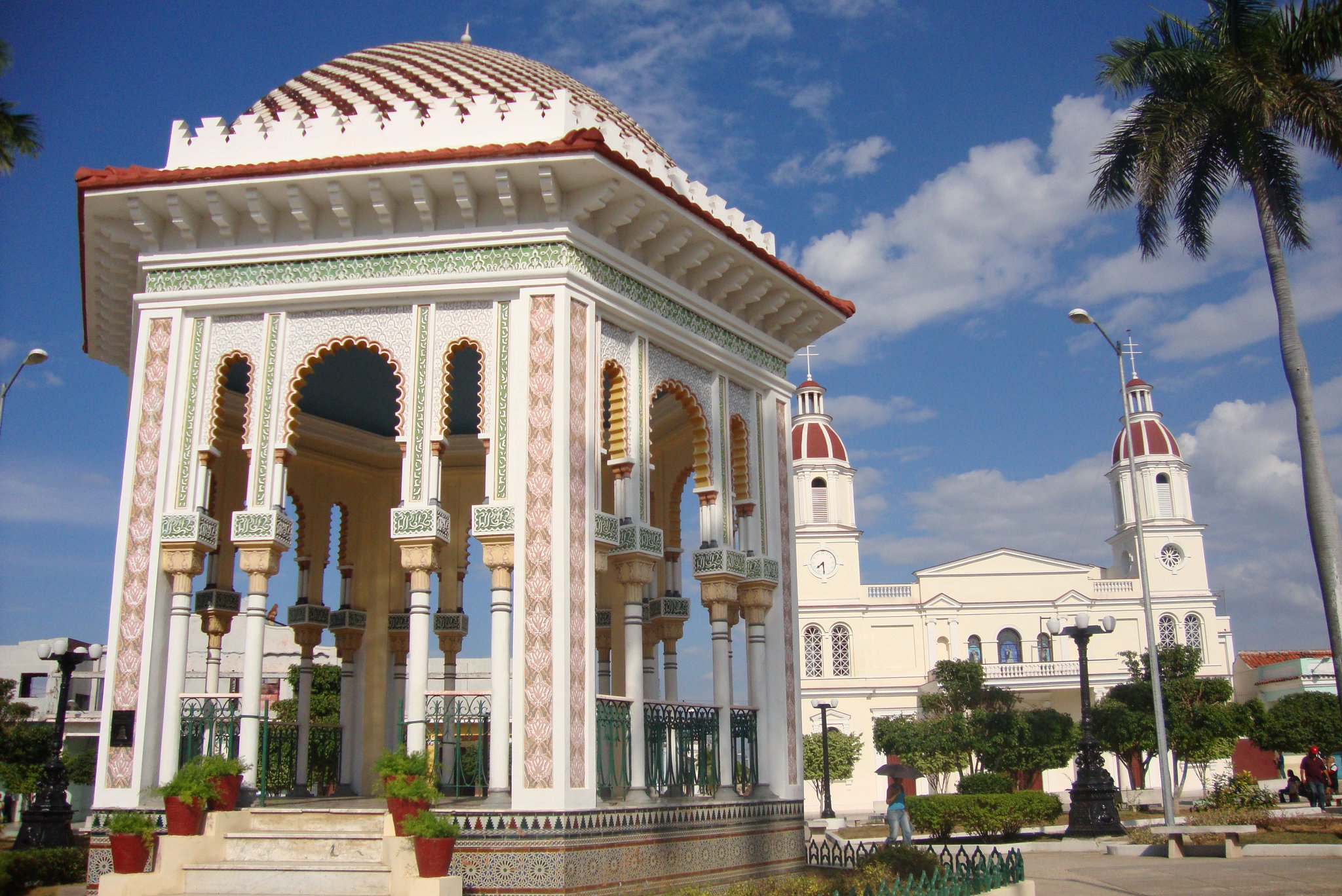
Glorieta del Parque Céspedes en Manzanillo, Cuba

La Glorieta del parque Carlos Manuel de Céspedes de Manzanillo cuenta con una genealogía arquitectónica que se remonta al siglo XIII español, pues fue concebida tomando como modelo la existente en la ciudad española de Granada. Surge en el primer cuarto del siglo XX y a este hecho histórico se le atribuyen tres elementos importantes: la concepción original o trazado del proyecto técnico, la idea de construcción de una glorieta en el centro del parque principal y el proyecto de construcción de la obra. 
La puesta en marcha del proyecto requirió de un apoyo económico que recayó fundamentalmente en intelectuales, personas conscientes, en instituciones de poder y en menor cuantía en la Alcaldía Municipal que contaba con un presupuesto prácticamente inexistente. La figura principal de este proyecto fue un arquitecto de cuna santiaguera y de estirpe manzanillera llamado Carlos Segrera Fernández. En los trabajos in situ participaron: un ingeniero civil, maestros de obras, un plantillero, carpinteros, pintores, electricistas y otros obreros-ayudantes.

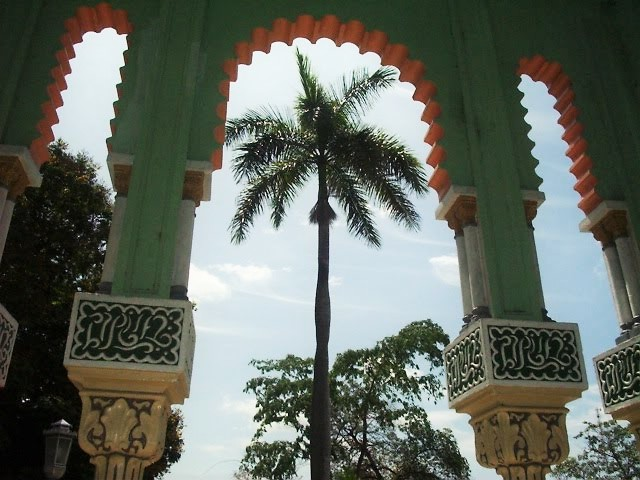
Glorieta de Manzanillo y palma real cubana. Detalle con sus trazados arabescos

## Características
La edificación de la glorieta manzanillera es de estilo ecléctico y presenta un excelente arte morisco. En su concepción general se compone de una planta hexagonal que se erige a más de un metro del suelo, con un zócalo exterior enchapado con lozas cerámicas vidriadas y dibujos entrelazados, todo policromado con genial simplicidad. Sobresalen en la edificación 18 arcos de medio punto, peraltados y polilobulados, los cuales están soportados, a su vez, por 24 enjutas columnas pareadas que descansan sobre pequeñas basas con fustes delgados y anillados. 
Como ornamento significativo se pueden apreciar, sobre los elementos cúbicos, las iniciales de Manuel Ramírez León (M.R.L.), alcalde al cual se le atribuyó la iniciativa de construcción de la glorieta en el centro del parque principal. Debido a las necesarias rehabilitaciones y restauraciones que ha sufrido en distintos períodos, se ha variado el color original de los ornamentos y hoy en día la Glorieta exhibe una policromía diferente a la del proyecto realizado en los años 1923-1924.

## Inauguración
La obra fue inaugurada oficialmente el día 24 de junio del año 1924 durante el comienzo de los carnavales, desde entonces fue la sede de la Banda Municipal de Conciertos durante un tiempo y ha sido el centro de diversas actividades políticas y culturales de la región. 

## Apreciaciones finales
Basándonos en el año de realización del proyecto de la Glorieta de Manzanillo (1918), en la maestría demostrada por el proyectista que lo concibió y lo llevó a planos y en el profundo conocimiento que tenía de la arquitectura de los kioscos del Patio de los Leones de La Alhambra en Granada, España, para poder establecer una analogía tan precisa con la nueva obra salida de su imaginación, presupone que fue José Martín del Castillo el artista que realizó tales planos y que más tarde, a pedido del profesional que lo dirigía, el arquitecto Carlos Segrera, se los facilitó para que él participara con dichos planos en el concurso convocado por el Ayuntamiento de Manzanillo con el propósito de construir en medio del Parque de Céspedes una edificación destinada a las interpretaciones de una banda de conciertos. Solamente puede concebir el proyecto de una obra arquitectónica inspirada en otra existente, aquella persona que posea conocimientos teóricos y técnicos y que conozca perfectamente bien el modelo en que se inspira, de forma tal que pueda trabajar sin dificultades con las medidas y proporciones, así como con las distintas vistas de la edificación. Esa persona era el dibujante granadino. 
El prematuro fallecimiento de José Martín del Castillo, en diciembre de 1924, impidió cualquier reclamación por parte suya, motivada por la ausencia de su firma en los planos de la obra. De haber aparecido esa rúbrica hubiéramos sabido, incuestionablemente, que un hijo ilustre de Granada, artífice de la pluma y el tiralíneas, había sido el genio que concibió y dibujó la Glorieta que es símbolo arquitectónico de una ciudad de Cuba; no obstante, el proceso investigativo desarrollado permite afirmar que José Martín del Castillo participó en la concepción y trazado de los planos de esa Glorieta que hoy engalana el Parque de Céspedes de Manzanillo para dicha de todos. 

## Funciones
Entre otras funciones la Glorieta ha servido como: 
- Centro de diversas actividades culturales y políticas.
- Escenario de declamadores, poetas y músicos.
- Lugar donde se colocó y exhibió la Campana de la Demajagua.